# 世界三大宗教
世界三大宗教（せかいさんだいしゅうきょう）とは、仏教、キリスト教、イスラム教の三つを指す言葉である。単に「三大宗教」ともいう。地理的、民族的な壁を越えて世界中に広まり社会や文化に大きな影響を与えている宗教である。
信者数は、キリスト教が20億人、イスラム教が16億人、仏教が4億人程度とされる。ヒンドゥー教の方が11億人程度なので仏教よりも多く、信者数だけならキリスト教、イスラム教、そしてヒンドゥー教が世界三大宗教になるはずだが、ヒンドゥー教が三大宗教に入らない理由として、民族宗教であることが考えられる。
また、これにユダヤ教、ヒンドゥー教を加え、世界五大宗教とする場合もある。ちなみに、 イスラエルのエルサレムは、世界三大宗教のうちキリスト教、イスラム教の聖地に加えてユダヤ教の聖地でもある。
三大宗教のそれぞれが成立した歴史的な順序は仏教→キリスト教→イスラム教となっている。
五大宗教の成立した歴史的な順序はユダヤ教→ヒンドゥー教→仏教→キリスト教→イスラム教であり、ユダヤ教が最も古い。